# Rynek Mariacki w Jabłonkowie
Rynek Mariacki w Jabłonkowie – rynek miejski zwany Mariackim znajdujący się w Jabłonkowie.

## Nazwa
Nazwa placu pochodzi od barokowej figury Niepokalanej Panny Marii, która została wzniesiona w roku 1755. Kompozycja słupa, na którym znajduje się rzeźba, jest trójczłonowa, ozdobiona gładkimi płycinami. Naroża słupa dekorują woluty ozdobione kampanulą (ornamentami roślinnymi z motywem dzwonkowatych kwiatów), w partii cokołu woluty wsparte są na dostawionych postumentach, w części górnej wieńczą je rzeźby trzech aniołów z kartuszami. Figurę otacza ośmiokątna fontanna, która została dołączona do posągu po II wojnie światowej.

## Rynek i jego otoczenie
W 1905 roku niedaleko rynku powstał nowy budynek obecnego ratusza, a w 1911 roku także budynek sądu oraz więzienia. Jabłonków od 1868 roku był siedzibą powiatu sądowego. Rynek jest otoczony dość regularną siatką ulic. Nieopodal rynku wybudowany został również renesansowy kościół parafialny pw. Bożego Ciała (1620), przebudowany w stylu neogotyckim, najstarszy książęcy dom mieszkalny (XVI wiek) oraz stary klasztor (1861).

## Historia
Pierwsza wzmianka o Rynku Mariackim w Jabłonkowie pochodzi z roku 1435. W pierwszej połowie XVII wieku w Jabłonkowie wznosiły się już 42 mieszczańskie domy. Były to domy drewniane, na rynku i wzdłuż głównych ulic piętrowe, dalej parterowe. Pod koniec lat czterdziestych XVII wieku Jabłonków wraz z przedmieściem i Pioseczną liczył 750 mieszkańców. Do wybrukowania rynku posłużyły okrąglaki z rzeki Olzy. Archiwalne zdjęcia ukazują drewniane domy z murowanymi parterami, rzeźbione słupy oraz szerokie, wysokie dachy kryte gontami. Na jednym z murowanych domów widać napis Café Wien. Na innych domach widoczne napisy: Apotheke-Apteka, Józef Januszowski. Po przeciwnej stronie stoją domy murowane, a na nich napisy: J. Wertfein, Alois Taube, Wilhelm Hladny, a także: Lubojatzki, Cyhan i Franz Kucheida.

## Imprezy i wydarzenia
Rynek jest miejscem cyklicznych spotkań, letnich festiwali, koncertów, targów i prezentacji:
- Jarmark Jabłonkowski[5]
- Gorolskie Święto[6][7]